# Pará (Fußballspieler, 1995)
Anderson Ferreira da Silva, genannt Pará (* 23. August 1995 in Capanema, Pará), ist ein brasilianischer Fußballspieler. Seinen Spitznamen leitet er von seiner Herkunftsregion ab.

## Karriere
Pará erhielt seine fußballerische Ausbildung beim Clube do Remo aus Belém sowie beim EC Bahia aus Salvador. Bei diesem begann der Spieler 2014 seine Profilaufbahn in der Série A der brasilianischen Meisterschaft. Sein erstes Série A Spiel bestritt Pará am 20. April 2014 gegen den Cruzeiro EC. In dem Spiel stand er in der Startelf. In der Série A 2014 erzielte Pará auch seinen ersten Ligatreffer. Am 11. Mai 2014, dem vierten Spieltag der Saison, traf er im Heimspiel gegen den EC Vitória in der 91. Minute zum 1:1-Entstand.
Aufgrund des Abstiegs von Bahia in die Série B am Saisonende, wechselte Pará im Frühjahr 2015 zum Cruzeiro EC in Belo Horizonte. Beim Klub erhielt er einen Kontrakt bis Juni 2019. In der Saison 2015 kam er für den Klub zu elf Einsätzen in verschiedenen Wettbewerben. Wurde dann aber 2016 und 2017 an verschiedene Klubs ausgeliehen. Auch für die Meisterschaft 2018 wurde Pará im Mai 2018 an den Guarani FC in die Série B bis Ende November 2018 verliehen. Nachdem Pará in den Planungen von Cruzeiros Trainer Mano Menezes für 2019 auch keine Rolle gespielt hatte, wechselte er vor Vertragsablauf zum Botafogo FC (SP).
2020 wechselte er nach Asien. Hier unterschrieb er in Japan einen Vertrag bei Vegalta Sendai. Der Club aus Sendai spielt in der höchsten Liga des Landes, der J1 League. Für Sendai absolvierte er 13 Erstligaspiele. Nach einer Saison kehrte er im März 2021 wieder nach Brasilien zurück, wo er sich seinem ehemaligen Verein Botafogo FC (SP) anschloss. Zur Saison 2022 schloss sich Pará dem Mirassol FC an. Im Oktober des Jahres konnte der Spieler mit dem Klub die Série C 2022 gewinnen. Im Anschluss verließ Pará den Klub wieder und unterzeichnete für den Start in die Saison 2023 beim CS Alagoano. Zur Série 2023 ging Pará zum Operário Ferroviário EC. In der Série C 2023 erreichte man den dritten Platz und den damit verbundenen Aufstieg in die Série B 2024. Hier belegte Pará mit dem Klub den siebten Platz. Zum Start in die Saison 2025 startete er mit dem São Bernardo FC.

## Nationalmannschaft
Zur brasilianischen U20-Fußballnationalmannschaft erhielt er bislang drei Berufungen. Beim spanischen U-20 Nationen Turnier 2014 in L'Alcúdia (Provinz Valencia) konnte Pará mit der Mannschaft den Titel gewinnen.

## Erfolge
Brasilien U-20
- L'Alcúdia International Football Tournament: 2014

Bahia
- Staatsmeisterschaft von Bahia: 2014

América
- Série B: 2017

Mirassol
- Série C: 2022